# Verfassung von Berlin (Ost)

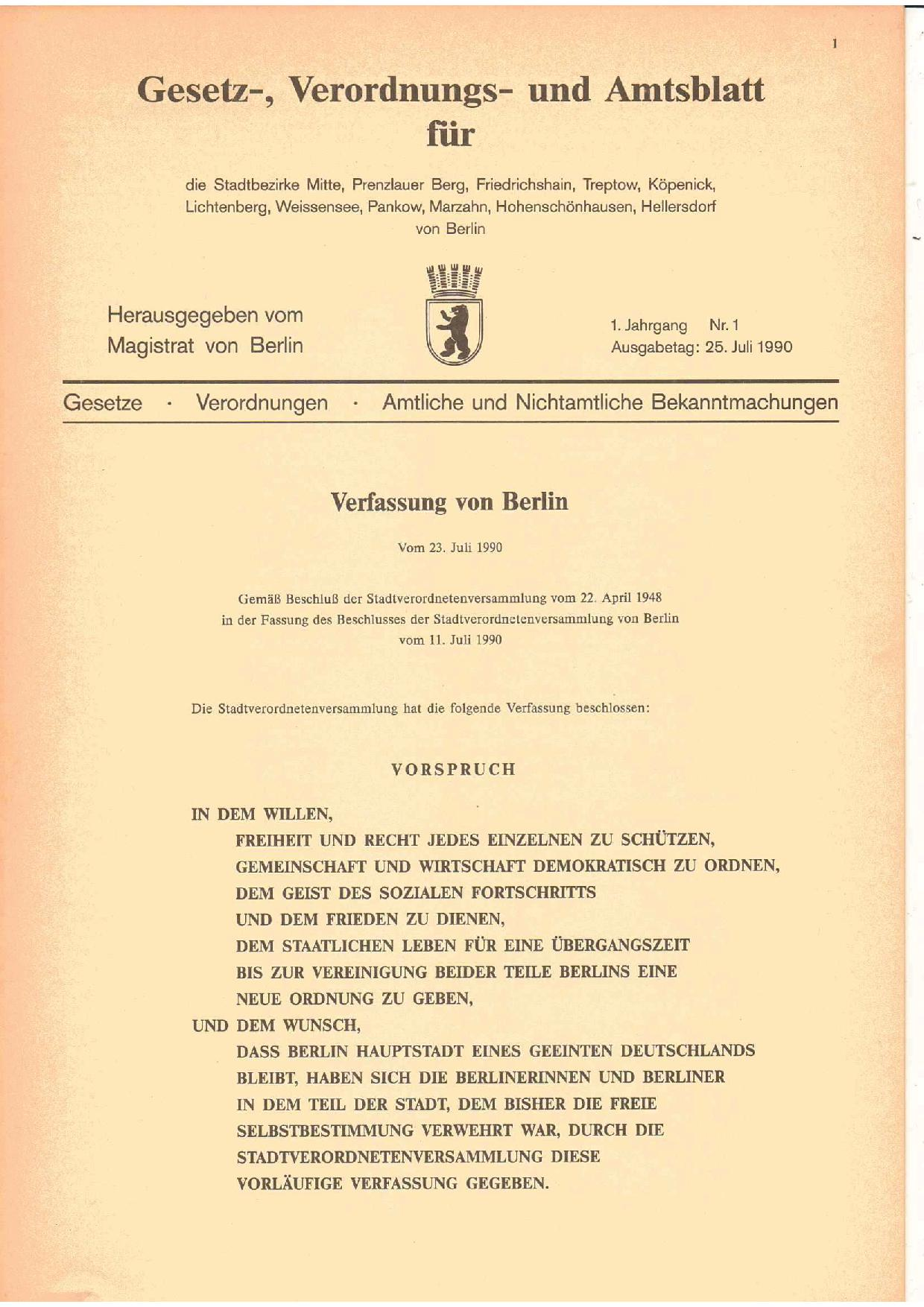
Die Verfassung von (Ost-)Berlin

Die Verfassung von Berlin (Ost) war die vorläufige Ost-Berliner Verfassung in der Wendezeit 1990. Sie wurde am 11. Januar 1991 durch die nun (Gesamt-)Berliner Verfassung ersetzt.

## Ablauf
Bei der Konstituierung der neuen Stadtverordnetenversammlung am 28. Mai 1990 wurde auch die Einsetzung des „Ausschusses für die Vorbereitung der Einheit Berlins (Verfassung und Geschäftsordnung)“ beschlossen. Am 6. Juni konstituierte sich daraufhin dieser Ausschuss, Vorsitzender wurde Knut Herbst (SPD). Zwei Tage später wurde eine Arbeitsgruppe des Ausschusses zur Erarbeitung der Verfassung von Berlin (Ost) eingerichtet, Mitglieder der Arbeitsgruppe wurden: Manfred Burkhardt (SPD), Walter Wessel (SPD), Wolfgang Schmahl (CDU), Hans-Werner Vogel (CDU), Ingrid Köppe (Bündnis 90), Horst Kellner (PDS) und Hans-Peter Wolf (BFD).
Nach einer Reihe von Sitzungen der „Arbeitsgruppe Verfassung“ konnte der Ost-Berliner „Ausschuss Einheit Berlins“ am 25. Juni in einer mehrstündigen Sitzung abschließend die Verfassung von Berlin (Ost) beschließen. Die Berliner Stadtverordnetenversammlung hatte die Verfassung am 11. Juli verabschiedet. Am 25. Juli 1990 wurde diese Verfassung durch den Oberbürgermeister Tino Schwierzina (SPD) verkündet.

## Struktur und Inhalt
Die Ost-Berliner Verfassung war in neun Abschnitte und 90 Artikel gegliedert:
Vorspruch:
In dem Willen,
Freiheit und Recht jedes einzelnen zu schützen, Gemeinschaft und Wirtschaft demokratisch zu ordnen, dem Geist des sozialen Fortschritts und dem Frieden zu dienen, dem staatlichen Leben für eine Übergangszeit bis zur Vereinigung beider Teile Berlins eine neue Ordnung zu geben,
und dem Wunsch,
dass Berlin Hauptstadt eines geeinten Deutschlands bleibt, haben sich die Berlinerinnen und Berliner in dem Teil der Stadt, dem bisher die freie Selbstbestimmung verwehrt war, durch die Stadtverordnetenversammlung diese vorläufige Verfassung gegeben.
Abschnitte und Artikel:
| Abschnitt I    | Die Grundlagen                             | Artikel 1 bis 5   |
| Abschnitt II   | Die Grundrechte und Staatszielbestimmungen | Artikel 6 bis 24  |
| Abschnitt III  | Die Volksvertretung                        | Artikel 25 bis 39 |
| Abschnitt IV   | Die Regierung                              | Artikel 40 bis 44 |
| Abschnitt V    | Die Gesetzgebung                           | Artikel 45 bis 49 |
| Abschnitt VI   | Die Verwaltung                             | Artikel 50 bis 61 |
| Abschnitt VII  | Die Rechtspflege                           | Artikel 62 bis 72 |
| Abschnitt VIII | Das Finanzwesen                            | Artikel 73 bis 90 |
| Abschnitt IX   | Übergangs- und Schlussbestimmungen         | Artikel 84 bis 90 |